# Ole Aakjær
Ole Aakjær (født 1962) er en dansk billedkunstner, som lever og bor i Vejle. Han blev uddannet tegner i 1985 ved Vejle Amts Folkeblad og fik samme år antaget sit første tegneseriealbum ved forlaget Carlsen. Ole Aakjær var fra 1992 til 2016 primusmotor i etableringen af flere design og reklamebureauer i Vejle. Fra 2008 udstillede han sideløbende sine egne tegninger.
I 2014 begyndte Ole Aakjær at male akvareller, og det var hans store karakteristiske akvareller med kvinder i flere lag og med et væld af symboler og ledetråde, der på kort tid gav ham de første danske solo-udstillinger – i blandt andet København og i Silkeborg på Galeri Moderne.
Han har siden sin debutudstilling i København i 2014 (Galleri Oxholm), opnået international popularitet og har haft galleriudstillinger i bl.a. New York, Montreal, Paris, London og Oslo.
Han udstiller i 2021 på Vejle Kunstmuseum og Chinese Contemporary Art Museum i Chongqing, Kina.
Bogudgivelse: ”Broken Porcelain” (2018)
Bestyrelsesposter: Engelsholm Højskole (2002-2006), Det Danske Videoværksted (2004-2005)